# Veliki južni komet iz leta 1887
Véliki južni komet iz leta 1887 (uradna oznaka je C/1887 B1) je komet, ki ga je prvi opazoval astronom John Macon Thome 18. januarja 1887 v Argentini.
Komet je član Kreuztove družine kometov.

## Značilnosti
Njegova tirnica je bila parabolična. Soncu se je najbolj približal 11. januarja 1887 na razdaljo okoli 0,005 a.e..
S prostim očesom se je videl od okritja do konca januarja, kar je zelo kratko obdobje. V času odkritja se je nahajal v ozvezdju Mikroskopa (Microscopium). V nekaterih starih besedilih ga imenujejo tudi »Brezglavo čudo«. Videl se je samo na južni polobli. Ni kazal izrazitega repa ali kome. Kometa niso več opazili v februarju .